# Сесара
Сесара је у грчкој митологији била елеусинска принцеза.

## Митологија
Према Паусанији и Аполодору, била је кћерка краља Келеја и Метанире. Била је удата за Крокона и имала кћерку Меганиру.